# 伊通河畔圣旺
伊通河畔圣旺（法語：Saint-Ouen-sur-Iton，法語發音：[sɛ̃.t‿wɛ̃ syʁ itɔ̃] ⓘ）是法国奥恩省的一个市镇，属于莫尔塔涅欧佩什区。

## 地理
伊通河畔圣旺（48°44'7"N, 0°41'40"E）面积14.19 平方千米，位于法国诺曼底大区奧恩省，该省份为法国西北部内陆省份，北起顺时针与卡爾瓦多斯省、厄尔省、厄尔-卢瓦省、萨尔特省、马耶讷省和芒什省接壤。
与伊通河畔圣旺接壤的市镇（或旧市镇、城区）包括：圣米歇尔-蒂伯夫、尚代、拉沙佩勒维耶勒、克吕莱、莱格勒、维特赖苏莱格勒。

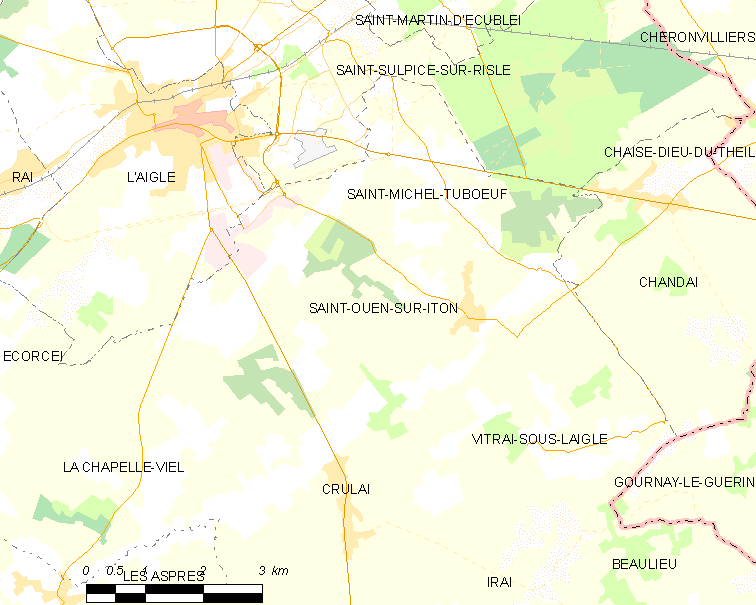
伊通河畔圣旺的OSM定位图

伊通河畔圣旺的时区为UTC+01:00、UTC+02:00（夏令时）。

## 行政
伊通河畔圣旺的邮政编码为61300，INSEE市镇编码为61440。

## 政治
伊通河畔圣旺所属的省级选区为莱格勒县。

## 人口

1962-2008年间伊通河畔圣旺人口变化图示

伊通河畔圣旺于2022年1月1日时的人口数量为827人。